# Clark Monroe’s Uptown House
Clark Monroe’s Uptown House oder Monroe’s Uptown House war ein New Yorker Nachtclub in Harlem („Uptown“, 198 West 134th Street) und neben Minton’s Playhouse eine der „Brutstätten“ des Bebop.
Der Club wurde 1936 von Clark Monroe eröffnet, einem Tänzer, unter seinen Freunden auch als „Dark Gable“ bekannt. Im selben Gebäude war früher der Barron’s Club, in dem Duke Ellington in den 1920er Jahren auftrat. In den 1930er Jahren wurde in Monroe’s Club Swing-Jazz gespielt und Billie Holiday war dort 1937 einige Monate engagiert. In den 1940er Jahren fanden dort Jamsessions statt, die wie in Minton’s Playhouse Jazzmusiker nach ihren regulären Engagements zusammenführte und die in den „dunklen Jahren“  des Recording Ban zur Geburtsstätte des Bebop wurden. 
Der Club hatte eine Hausband mit dem Pianisten Al Tinney (ab Ende der 1930er Jahre). Charlie Parker spielte dort viel ab 1941 und auch Max Roach. 1943 schloss Monroe den Club. Er zog in die 52. Street (also „Downtown“), wohin sich Mitte der 1940er Jahre das Zentrum des Jazz-Musizierens in New York verlagerte, und gründete dort Dezember 1944 das Spotlite, in dem ab 1946 Dizzy Gillespies Band spielte.